# لنگ (اکلاهما)
لنگ(به انگلیسی: Long) شهری در ایالت اکلاهما کشور ایالات متحده آمریکا است که جمعیت آن در سرشماری سال ۲۰۱۰ میلادی، ۳۷۰ نفر بوده‌است.